# Vilcas Huamán (provincie)
Vilcas Huamán is een provincie in de regio Ayacucho in Peru. De provincie heeft een oppervlakte van  1.178 km² en telt 23.213 inwoners (2015). De hoofdplaats van de provincie is het district Vilcas Huamán.

## Bestuurlijke indeling
De provincie Vilcas Huamán is verdeeld in acht districten, UBIGEO tussen haakjes:
- (051102) Accomarca
- (051103) Carhuanca
- (051104) Concepcion
- (051105) Huambalpa
- (051106) Independencia
- (051107) Saurama
- (051101) Vilcas Huamán, hoofdplaats van de provincie
- (051108) Vischongo

Cangallo · Huamanga · Huanca Sancos · Huanta · La Mar · Lucanas · Parinacochas · Páucar del Sara Sara · Sucre · Víctor Fajardo · Vilcas Huamán